# علامات على البوابات
علامات على البوابات هو منشور من المملكة المتحدة لملخصات الصحة الغذائية لتفتيش المنشآت الغذائية.

## المنشأ
في مؤتمر معهد الصحة البيئية عام 2004، دعا المعهد الحكومة لنشر معلومات عن تفتيش الأغذية نقلأً عن مخططات مماثلة في الولايات المتحدة، كندا والدنمارك التي كانت ناجحة في تحسين وتعزيز الخيا الأفضل للمستهلك.
وفي 1 يناير 2005 دخل قانون حرية المعلومات(ولوائح المعلومات البيئية) حيز التنفيذ، وبدأت المجالس المحلية ببطء بنشر المعلومات عبر شهادات على الإنترنت. ومع ذلك لم يكن هناك تصنيف موحد فقد عمد كل مجلس إلى مخطط خاص به، مما يجعل المقارنة صعبة.
اعتباراً من يونيو 2009 أكثر من 2/3 من كل السلطات الإنكليزية قامت بنشر المعلومات. وقد حقق المخطط شعبية كبيرة بين الجمهور. الموقع الإلكتروني www.scoresonthedoors.org.uk يحصل على أكثر من 1/2 مليون دخول شهريا بمعدل فتح 22 صفحة نقاش و7دقائق لكل مستخدم يدخل.

## التطبيق
أوصت وكالة المعايير الغذائية(هيئة الرقابة المالية) بنظام 3 نجوم لمجلس إدارتها في مارس2008 ، لكن المجلس قرر التشاور حول نظام أبسط هو مؤشر نجح/فشل الذي نفذ في اسكتلندا.لاحقاً وافق العديد من أصحاب المصلحة على اتخاذ تعليق حول «أي» مخطط، على الرغم من أن تحديد الرأي ليس بالضرورة حول خيار 5نجوم المطبق في 86% من السلطات.
الخطة الوطنية المقدمة ولدت الكثير من النقاشات والاقتراحات لأنها من المرجح أن يكون لها تأثير كبير ولا سيما في المملكة المتحدة في صناعة وضيافة وتقديم الطعام.صدرت وثائق هيئة الرقابة المالية في مايو 2008، وأشارت أن نصف مليون من الشركات البريطانية ممكن أن تتأثر بهذا النظام. الكثير من المطاعم وأماكن الضيافة لا زالوا غير مقتنعين بالحاجة إلى هذه الخطط خاصة بعد قانون حرية المعلومات الذي أعطى الجماهير الحق بمعرفة كل ما يحتاجونه. حتى أنصار الصناعة كان لديهم من حيث المبدأ مخاوف من إعطاء علامات غير عادلة أو غير متناسقة، «اللوائح الذهبية» الموجودة في المخططات الفردية قد تؤدي إلى ضرر دائم وغير متناسب للبائع بسبب أن العديد من السلطات ترفض التعامل بنظام العلامات القليلة.
ومع ذلك فإن محلات السوبر ماركت الكبرى تقلق على واحد فقط من مجالات اعمالها عندما يحصل على علامات قليلة دون أن يؤثر على السمعة الشاملة لها عند المستهلكين والشركات الصغيرة.في استطلاع على الإنترنت أعلن في 1مايو 2008 من قبل عشرات المجموعات الوطنية المستخدمة لنظام العلامات، صوت أكثر من 50000 فرداً من الجمهور بنسبة 13:1 بين 5نجوم و3نجوم وأعلى حتى لصالح نجاح/فشل. كذلك تم أخذ رأي 779 من رجال الأعمال المختلفة فكان 87% منهم راضين عن نظام 5نجوم بينما 3% فقط يجدونها طريقة مرهقة.
في 10 ديسيمبر 2008 قام مجلس هيئة الرقابة المالية بقرارا الموافقة على نظام ال6طبقات، وتم تشكيل لجنة توجيه لاستطلاع رأي الجماهير عن الرمز المفضل. وستنظر أيضاً في التكاليف والمنافع بالنسبة لإنشاء قاعدة بيانات وطنية.
انقضى معظم الوقت في 2009 من قبل الللجنة التوجيهية ومجموعات العمل المختلفة على تحديد أساس المخطط الوطني وفي ديسمبر تم التوصل إلى اتفاق بشأن مخطط الطبقات. وفي محاولة لكسب التأييد لهذه الخطة أعلنت هيئة الرقابة المالية سلسلة من المنح للسلطات المحلية التي استعدت للتعاون بلغت 500جنيه استرليني ثم رفعت إلى 700. 21 من أصل 22 من سلطات ويلز التزمت بالمخطط لكن في أماكن أخرى لم يكتمل الدعم. ويفهم أن 27 فقط من سلطات المملكة المتحدة حصلت على المنح من أصل حوالي 80 في أنحاء المملكة (أي أقل من 20%).
في غضون ذلك التزمت هيئة الرقابة المالية إلى حين موعد الإطلاق يوليو/أغسطس 2010 بإجراء تطوير في المنزل للموقع الإلكتروني.
وفي غضون ذلك أيضاً قام المستخدمون الجدد مثل وحدة دورهام، نورثمبرلاند، نوزلي، تشيتم بمواصلة التوقيع على الموقع www.scoresonthedoors.org.uk مع المستخدمين الحاليين مثل برمنغهام للاستقالة لمدة تصل إلى 3 سنوات أخرى. إذ أن تكلفة تشغيل المخطط في الموقع مستمرة في الانخفاض، والمضاربة متزايدة حول ما غذا كان نظام هيئة الرقابة المالية سينجح أو سيصبح سيناريو لإشارة مرور أخرى—الحالة التي لا يكون فيها أي معيار أو مخطط واحد مهيمناً على العالم.

## وصلات خارجية
- موقع المستهلك
- معهد تشارترد لصحة البيئة
- صفحة وكالة معايير الغذاء
- موقع آمن للأكل